# 田斌 (明朝宦官)
田斌（1473年—1548年），号松泉，顺义人，明朝正德时期的司设监太监。

## 生平
成化九年（1473年），出生。
成化十八年（1482年），进入宫廷。
成化二十一年（1485年），侍奉侍乾清宫。
弘治年间，担任长随、奉御。
弘治十五年（1502年），升任宝钞司右副使，不久担任宝钞司左副使。
弘治十八年（1505年），侍奉坤宁宫孝肃皇后。
正德二年（1507年），升任司设监右少监。
正德六年（1511年），升任司设监左少监。
正德九年（1514年），负责上林苑的嘉蔬署。
正德十一年（1516年），担任司设监太监，领御马监事务。
正德年间，担任御马监右少监署理外厂。
嘉靖年间，负责惜薪司事务，不久，晋升御马监左少监。
嘉靖十五年（1536年），专掌厂政，晋升御马监太监。
嘉靖十七年（1538年），赏赐蟒衣。
嘉靖二十二年（1543年），特赉玉带。
嘉靖二十七年（1548年），去世，享年76岁。

## 亲属
- 田X（父）
- 朱氏（母）
- 田通（兄）
- 田X（弟）